# Шамардин, Павел Зиновьевич
Павел Зиновьевич Шамардин (1 [14] декабря 1907, Колыбелка, Воронежская губерния — 16 апреля 1976, Кишинёв) — Герой Советского Союза, командир 33-й гвардейской мотострелковой бригады 9-го гвардейского танкового корпуса 2-й гвардейской танковой армии, гвардии полковник.

## Биография
Родился 14 декабря 1907 года в селе Колыбелка (ныне — Лискинского района Воронежской области). Окончил 10 классов школы.
Во внутренних войсках ОГПУ СССР с 1929 года. В 1929—1930 годах служил красноармейцем в Отдельной дивизии особого назначения имени Ф. Э. Дзержинского при ОГПУ СССР, затем проходил службу в Красной Армии. В 1933 году окончил кавалерийскую школу, в 1938 году — курсы переподготовки комсостава при Харьковской пограншколе. В 1939—1941 годах вновь служил в Отдельной дивизии особого назначения имени Ф. Э. Дзержинского, командир пулемётного эскадрона, начальник полковой школы кавалерийского полка дивизии, помощник начальника отдела в штабе дивизии. В 1942 году окончил ускоренный курс Военной академии РККА имени М. В. Фрунзе.
Участник Великой Отечественной войны с сентября 1942 года. Командовал 57-й мотострелковой бригадой. Сражался на 2-м Украинском и 1-м Белорусском фронтах, участвовал в освобождении Правобережной Украины, Молдавии, Польши, в Берлинской операции. Отличился в ходе Варшавско-Познанской операции в январе 1945 года.
На подступах к городам Гостынину, Быдгощу, Влоцлавску и другим населённым пунктам противнику удалось создать сильно укреплённый район. В боях по прорыву этого укреплённого района бойцы бригады проявили массовый героизм и мужество. Они нанесли противнику большие потери в живой силе и технике: уничтожили около 1500 солдат и офицеров, самолёт, 2 танка, 5 орудий, 2 миномёта, 5 бронемашин, бронетранспортёры и много другой техники. Командир бригады всё время находился на наиболее ответственных и опасных участках боя и своим личным примером воодушевлял бойцов на подвиг.
За умелое управление боевыми действиями бригады и проявленные при этом личное мужество и героизм Указом Президиума Верховного Совета СССР от 6 апреля 1945 года гвардии полковнику Шамардину Павлу Зиновьевичу присвоено звание Героя Советского Союза с вручением ордена Ленина и медали «Золотая Звезда».
После войны продолжал службу в армии на командных должностях. С 1955 года полковник П. З. Шамардин в отставке. Жил в городе-герое Москве, затем — в Кишинёве. Умер 16 апреля 1976 года.
Награждён орденом Ленина, двумя орденами Красного Знамени, орденом Отечественной войны 2-й степени, двумя орденами Красной Звезды, медалями.